# Incêndio de Chinchaga
O incêndio de Chinchaga, também conhecido como incêndio Wisp, incêndio do rio Chinchaga e incêndio 19, foi um incêndio florestal que ardeu no norte da Colúmbia Britânica e Alberta entre junho - outubro de 1950. Com um tamanho final entre 1 400 000 hectares (3 500 000 acres) e 1 700 000 hectares (4 200 000 acres), é o maior incêndio registrado na história da América do Norte. As autoridades permitiram que o fogo queimasse livremente, seguindo o manejo florestal localtendo em vista a falta de assentamentos na região. O incêndio de Chinchaga produziu grandes quantidades de fumaça, criando o “1950 Great Smoke Pall”, observado no leste da América do Norte e na Europa. Como a existência do grande incêndio não foi bem divulgada, e a fumaça estava principalmente na atmosfera superior e não podia ser cheirada, houve muita especulação sobre a névoa atmosférica e sua proveniência. A “manta de fumaça histórica” da tempestade Chinchaga causou “observações de sóis e luas azuis nos Estados Unidos e na Europa”. Foi a maior tempestade de fogo documentada na América do Norte e criou a maior camada de fumaça do mundo na atmosfera".